# Wachterhaus

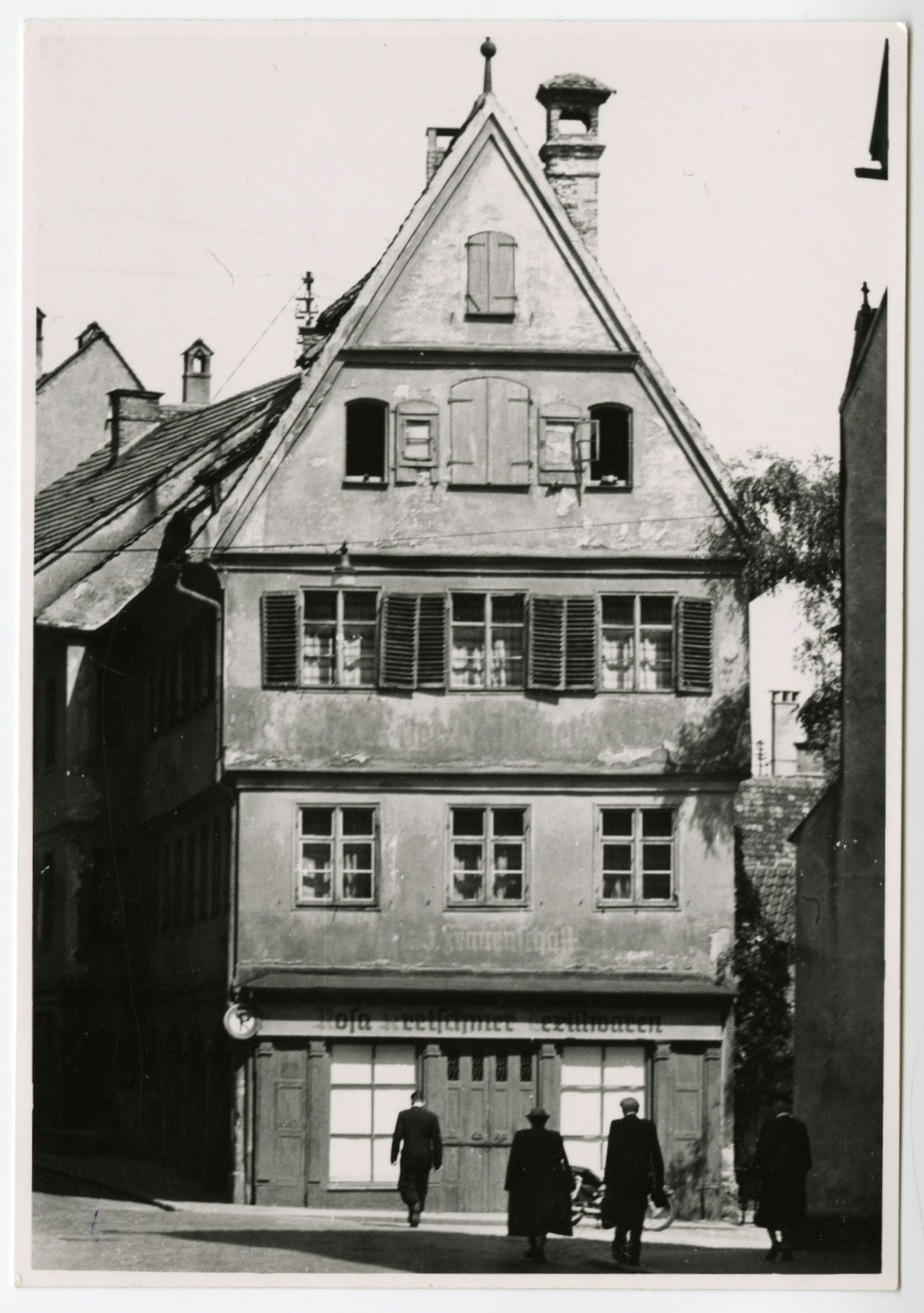
Das Wachterhaus im Jahre 1957

Das Wachterhaus war ein unter Denkmalschutz stehendes Gebäude im oberschwäbischen Memmingen; es wurde in den 1970er Jahren durch einen Neubau ersetzt. Den Namen Wachterhaus erhielt das Haus Ulmer Straße 2 durch das Patriziergeschlecht von Wachter, dem das Haus früher gehörte. Heute befinden sich in den ersten beiden Stockwerken die Verwaltungsräume der Memminger Wohnungsbaugenossenschaft (MeWo), die oberen beiden Stockwerke benutzen das Jugendamt, das Forstamt und das Amt für technischen Umweltschutz der Stadtverwaltung.

## Lage
Das Haus befindet sich an der ehemaligen Schnittstelle der alten Welfenstadt und der Ulmer Vorstadt innerhalb der Altstadt. An das Haus grenzte bis zu seinem Abbruch 1883 das Notzentor. Hinter dem Haus befindet sich an der Ostseite der rückwärtige Teil des Rathausgrundstücks, der als Parkplatz genutzt wird. Nördlich schließt die Gasse Einlass den Gebäudekomplex ab. Östlich fließt der Stadtbach am Haus vorbei.

## Ehemaliges Gebäude
Das aus drei zu sieben Achsen bestehende Haus wurde im 16. und 17. Jahrhundert erbaut. Das Obergeschoss war vorkragend, im Untergeschoss befanden sich an der Westfront tiefe, stichbogige Nischen. Im Dachgeschoss waren die Holzwände mit fünf allegorischen Malereien, die Sprichwörter illustrierten, in Akanthusrahmen gemalt. Sie stammten vom Anfang des 18. Jahrhunderts. Die Wetterfahne stammte wohl noch aus dem 17. Jahrhundert.

## Heutiges Gebäude
In den 1970er Jahren entschloss sich die Memminger Wohnungsbaugenossenschaft zum Abbruch des alten Gebäudes und zu einem historisierenden Neubau. Die ehemaligen Stichbogennischen an der Westseite wurden durch einen Gang mit rechteckiger Betonsäulengliederung ersetzt. Ein Laubengang entlang des Stadtbaches im Osten wurde in das Haus integriert und überbaut. Das Greifenloch im hinteren Gebäudeteil wurde ebenfalls geschleift. Der Stadtbach wurde am Haus vorbeigeleitet. Der Maler Erich Marschner schuf an der Süd- und Ostfassade ein Gemälde mit der Stadtgeschichte Memmingens von den Anfängen bis zum Wiederaufbau nach dem Krieg. Die nordöstliche Ecke des Hauses stößt an die ehemalige Stadtmauer der Welfenstadt und der Ulmer Vorstadt. Das Innere ist durch ein großes Treppenhaus gegliedert, von dem links und rechts die Bürogänge abzweigen. Im separaten Eingangsbereich befindet sich ein Fahrstuhl.